# 생자크탑

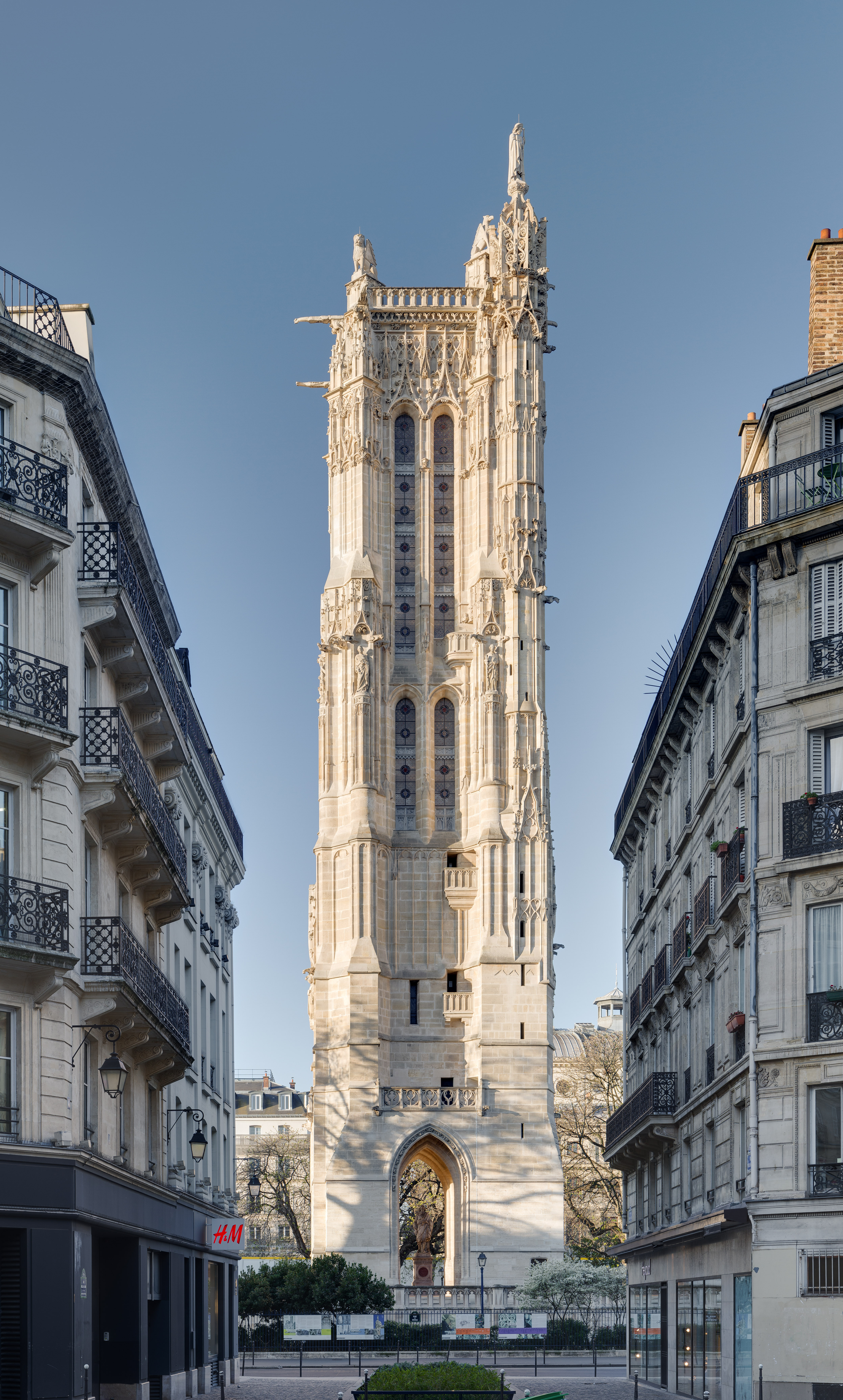
생자크탑

생자크탑(프랑스어: Tour Saint-Jacques)은 프랑스 파리 4구 리볼리가에 있는 탑이다. 52-미터 (171 ft)의 이 탑은 1797년에 프랑스 혁명 당시에 철거된 이전 16세기 생자크드라부슈리 교회의 유적으로, 탑만 남은 것이다.